# Melanie Wood

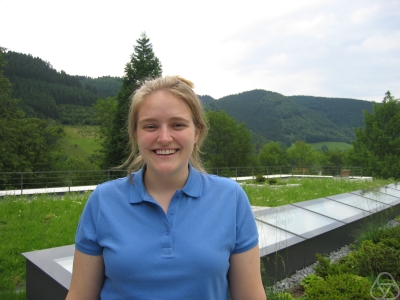
Melanie Wood

Melanie Matchett Wood (* 1981) ist eine amerikanische Mathematikerin an der Harvard University, die sich als erste Frau für das amerikanische Team für die Internationale Mathematik-Olympiade qualifiziert hat. Sie ist Professorin für Mathematik an der Harvard University. Seit 2019 ist sie außerdem Chancellor's Professor für Mathematik an der UC Berkeley. Sie befasst sich mit Zahlentheorie.

## Leben
Wood wurde in Indianapolis, Indiana, geboren. Sie ist die Tochter von Sherry Eggers und Archie Wood, beide Lehrer an Mittelschulen. Ihr Vater, der Mathematiklehrer war, starb an Krebs, als Melanie Wood sechs Wochen alt war.
Während ihrer Schulzeit an der Park Tudor School in Indianapolis wurde Wood (zum ersten Mal im Alter von 16 Jahren) die erste und bis 2004 einzige weibliche Amerikanerin, die in das Team für die Internationale Mathematik-Olympiade kam. Wood war an ihrer Schule auch Cheerleaderin und Redakteurin bei der Schülerzeitung.
2003 schloss Wood ihr Bachelor-Studium an der Duke University ab. Dort hatte sie eine Gates Cambridge Scholarship, Fulbright fellowship, und ein National Science Foundation graduate fellowship. Seit 2002 ist sie die erste Amerikanerin und die zweite Frau überhaupt, die Putnam Fellow wurde. In den Jahren 2003 und 2004 studierte sie an der Cambridge University. Melanie Wood war Deputy Leader des US-amerikanischen Teams bei der Internationalen Mathematik-Olympiade 2005, das insgesamt den zweiten Platz belegte. Sie promovierte 2009 an der Princeton University bei Manjul Bhargava (Dissertation: Moduli spaces for rings and ideals).
Von 2009 bis 2017 war sie American Institute of Mathematics Five-Year Fellow. 2009–2011 war Wood als Szegö Assistant Professorin an der Stanford University. Danach war Melanie Wood 2011–2017 Wood Assistant Professorin an der University of Wisconsin-Madison. 2017–2019 war sie Vilas Distinguished Achievement Professor für Mathematik an der University of Wisconsin. Im Herbst 2018 war sie als Distinguished Visitor an der Princeton University.

## Ausgewählte Preise
- Melanie Wood hat 1998 und 1999 jeweils eine Silbermedaille bei der Internationalen Mathematik-Olympiade gewonnen.[4]
- 2002 hat sie den Alice T. Schafer Preis der Association for Women in Mathematics erhalten.
- 2004 hat Wood den Frank and Brennie Morgan Prize for Outstanding Research in Mathematics by an Undergraduate Student für ihre Arbeit zu Belyi-erweiternden Abbildungen und P-Ordnung gewonnen. Damit ist sie die erste Frau, die diesen Preis erhalten hat.[4][8]
- 2012 wurde sie Fellow der American Mathematical Society.[12]
- 2017 hat Wood den NSF Career Award erhalten.
- 2018 wurde ihr der AWM-Microsoft Research Prize in Algebra and Number Theory der Association for Women in Mathematics verliehen.[13]
- 2021 wurde ihr der Alan T. Waterman Award zur Hälfte zuerkannt.
- 2022 war sie eingeladene Sprecherin auf dem Internationalen Mathematikerkongress (Probability theory for random groups arising in number theory).
- 2022 erhielt Wood eine MacArthur Fellowship.
- 2024 wurde sie zum Mitglied der American Academy of Arts and Sciences gewählt.
- 2025 wurde Wood zum Mitglied der National Academy of Sciences gewählt.

## Ausgewählte Publikationen
- (2019). Nonabelian Cohen-Lenstra moments. With an appendix by the author and Philip Matchett Wood, Duke Math. J., 168, no. 3, 377–427. MR 3909900.
- mit Vakil, Ravi (2015). Discriminants in the Grothendieck ring. Duke Math. J., 164,no. 6, 1139–1185. MR 3336842.
- (2011). Gauss composition over an arbitrary base. Adv. Math., 226, no. 2, 1756–1771. MR 2737799.
- (2010). On the probabilities of local behaviors in abelian field extensions. Compos. Math., 146, no. 1, 102–128. MR 2581243
- (2003). P-orderings: a metric viewpoint and the non-existence of simultaneous orderings. Journal of Number Theory, 99, no. 1, 36–56. MR 1957243